# Pentatlon modern la Jocurile Olimpice de vară din 2016
Competițiile de pentatlon modern la Jocurile Olimpice de vară din 2016 s-au desfășurat în perioada 19–20 august 2016 pe Parcul de Pentatlon Modern din Deodoro în Rio de Janeiro, Brazilia.

## Medaliați
| Probă    | Aur                              | Argint                           | Bronz                           |
| Masculin | Aleksandr Lesun · Rusia (RUS)    | Pavlo Tîmoșcenko · Ucraina (UKR) | Ismael Hernández · Mexic (MEX)  |
| Feminin  | Chloe Esposito · Australia (AUS) | Élodie Clouvel · Franța (FRA)    | Oktawia Nowacka · Polonia (POL) |

## Clasament pe medalii
| Loc   | Țară      | Aur | Argint | Bronz | Total |
| ----- | --------- | --- | ------ | ----- | ----- |
| 1     | Australia | 1   | 0      | 0     | 1     |
| 1     | Rusia     | 1   | 0      | 0     | 1     |
| 3     | Franța    | 0   | 1      | 0     | 1     |
| 3     | Ucraina   | 0   | 1      | 0     | 1     |
| 5     | Mexic     | 0   | 0      | 1     | 1     |
| 5     | Polonia   | 0   | 0      | 1     | 1     |
| Total | Total     | 2   | 2      | 2     | 6     |